# Терморезистор

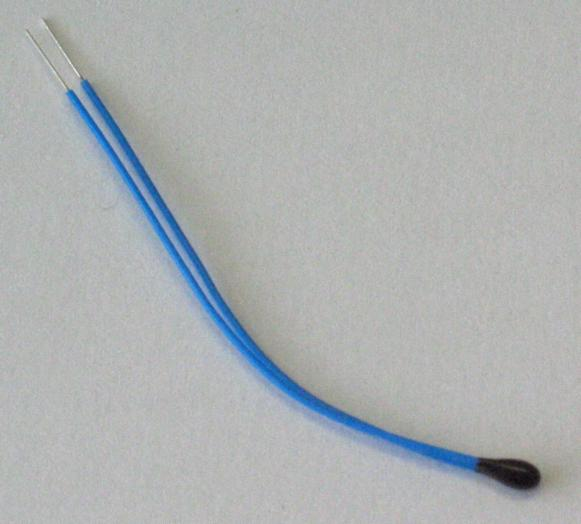
Терморезистор, выполненный в виде бусинки, покрытой эпоксидной смолой

Условное графическое обозначение терморезистора на электрических принципиальных схемах

Терморези́стор (термистор, термосопротивление) — полупроводниковый прибор, электрическое сопротивление которого изменяется в зависимости от его температуры.
Терморезистор был изобретён Самюэлем Рубеном (Samuel Ruben) в 1930 году.
Терморезисторы изготавливаются из материалов с высоким ТКС, который обычно на порядки выше, чем ТКС металлов и металлических сплавов.

## Конструкция и разновидности терморезисторов

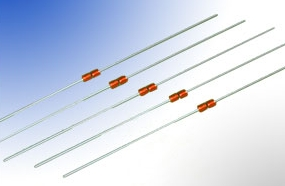
Термисторы с аксиальными выводами

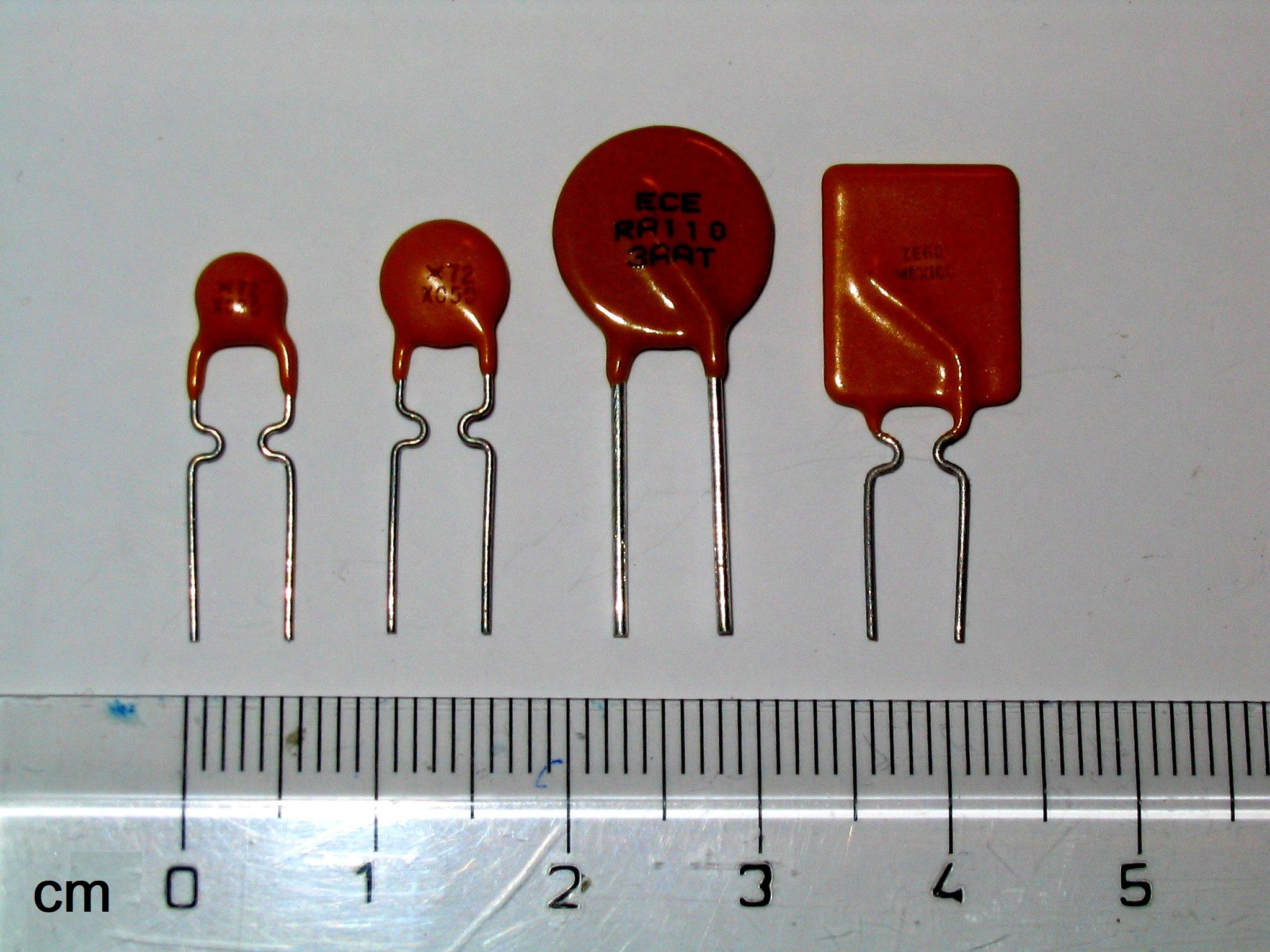

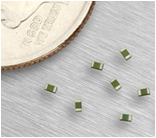
SMD-термисторы

Резистивный элемент терморезистора изготавливают методом порошковой металлургии из оксидов, галогенидов, халькогенидов некоторых металлов, в различном конструктивном исполнении, например в виде стержней, трубок, дисков, шайб, бусинок, тонких пластинок, и размерами от 1—10 микрометров до нескольких сантиметров.
По типу зависимости сопротивления от температуры различают терморезисторы с отрицательным (NTC-термисторы, от слов «Negative Temperature Coefficient») и положительным (PTC-термисторы, от слов «Positive Temperature Coefficient» или позисторы) температурным коэффициентом сопротивления (или ТКС). Для позисторов — с ростом температуры растёт их сопротивление; для NTC-термисторов увеличение температуры приводит к падению их сопротивления.
Терморезисторы с отрицательным ТКС (NTC-термисторы) изготовляют из смеси поликристаллических оксидов переходных металлов (например, MnO, СoOx, NiO и CuO), полупроводников типа AIII BV, стеклообразных, легированных полупроводников (Ge и Si), и других материалов. PTC-термисторы изготовляют из твёрдых растворов на основе BaTiO3, что даёт положительный ТКС.
Условно терморезисторы классифицируют как низкотемпературные (предназначенные для работы при температуpax ниже 170 К), среднетемпературные (от 170 до 510 К) и высокотемпературные (выше 570 К). Выпускаются терморезисторы, предназначенные для работы при температурах от 900 до 1300 К.
Терморезисторы способны работать в различных климатических условиях и при значительных механических нагрузках. Однако, с течением времени, при жёстких условиях его эксплуатации, например, термоциклировании, происходит изменение его исходных термоэлектрических характеристик, таких как:
- номинального (при 25 °C) электрического сопротивления;
- температурного коэффициента сопротивления.

Также существуют комбинированные приборы, такие как терморезисторы с косвенным нагревом. В этих приборах в одном корпусе совмещены терморезистор и гальванически развязанный от него нагревательный элемент, задающий температуру терморезистора, и, соответственно, его электросопротивление. Такие приборы могут использоваться в качестве переменного резистора, управляемого напряжением, приложенным к нагревательному элементу такого комбинированного прибора.
Температура рассчитывается по уравнению Стейнхарта — Харта:
{\displaystyle {1 \over T}=A+B\ln(R)+C[\ln(R)]^{3}}
где T — температура, К;

R — сопротивление, Ом;

A,B,C — константы термистора, определённые при градуировке в трёх температурных точках, отстоящих друг от друга не менее, чем на 10 °С.
Одним из существенных недостатков «бусинковых» термисторов, как температурных датчиков, является то, что они не взаимозаменяемы и требуют индивидуальной градуировки. Не существует стандартов, регламентирующих их номинальную характеристику сопротивление — температура. «Дисковые» термисторы могут быть взаимозаменяемыми, однако при этом лучшая допускаемая погрешность не менее 0,05 °С в диапазоне от 0 до 70 °С. Типичный 10-килоомный термистор в диапазоне 0—100 °С имеет коэффициенты, близкие к следующим значениям:
{\displaystyle A=1,03\cdot 10^{-3}};
{\displaystyle B=2,93\cdot 10^{-4}};
{\displaystyle C=1,57\cdot 10^{-7}}.

## Режим работы терморезисторов и их применение

Вольт-амперная характеристика термистора

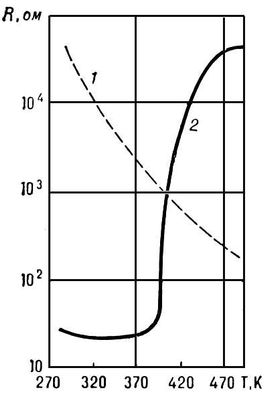
Зависимость сопротивления терморезистора от температуры: 1 — ТКС < 0; 2 — ТКС > 0

Вольт-амперная характеристика (ВАХ) термистора (терморезистора с отрицательным ТКС) нелинейна из-за температурных изменений сопротивления термистора от его нагрева протекающим через него током. На ВАХ термистора, при снятии её в статическом режиме, то есть так, чтобы время измерения существенно превышало постоянную времени тепловой инерции прибора, можно выделить на три основных участка: ОА, АВ и ВС. На начальном участке ОА характеристика линейна, так как при малых токах через него мощность,  выделяющаяся в термисторе мала, и температура терморезистора практически не изменяется. На участке АВ линейность характеристики нарушается, так как с ростом тока выделяемая мощность увеличивается, температура терморезистора заметно повышается относительно температуры окружающей среды, а его сопротивление уменьшается. При дальнейшем увеличении тока уменьшение сопротивления оказывается столь сильным, что напряжение на термисторе уменьшается (если ток поддерживать неизменным), при этом на ВАХ появляется участок с отрицательным дифференциальным сопротивлением (участок ВС и далее при увеличении тока). Тангенс углов наклона прямых, проведённых из начала координат в точки на кривой ВАХ {\displaystyle \beta _{A},\ \beta _{B},\ \beta _{C}} равен статической проводимости термистора в этих точках.
Режим работы терморезисторов зависит от выбранной рабочей точки на   ВАХ такого прибора. В свою очередь ход ВАХ зависит от температуры прибора и его конструктивных особенностей.
Терморезисторы с рабочей точкой, выбранной на линейном участке ВАХ, используются для измерения температуры и компенсации ухода параметров (электрическое напряжение или электрический ток) электрических цепей, возникших вследствие изменения температуры.
Терморезисторы с рабочей точкой выставленной на нисходящем участке ВАХ (с «отрицательным сопротивлением») применяются в качестве пусковых реле, реле времени, в системах измерения и контроля мощности электромагнитного излучения на сверхвысоких частотах (или СВЧ), системах теплового контроля и пожарной сигнализации, в установках регулирования расхода жидких и сыпучих сред.
Наиболее распространены среднетемпературные терморезисторы (с ТКС от −2,4 до −8,4 %/К), имеющие широкий диапазон сопротивлений (от 1 до 106 Ом).
Также существуют терморезисторы с небольшим положительным температурным коэффициентом сопротивления (или ТКС) (от 0,5 до 0,7 %/К) выполненные на основе кремния, сопротивление которых изменяется по закону близкому к линейному. Такие терморезисторы находят применение в системах охлаждения и температурной стабилизации режимов работы транзисторов в различных радиоэлектронных системах.
Так же терморезисторы с положительным ТКС применяются в качестве саморегулирующихся нагревательных элементов, сопротивление которых растет по мере роста собственной температуры (PTC нагреватель). Такой нагревательный элемент никогда не перегреется и будет стремиться сохранить постоянную температуру, близкую к точке Кюри. Температура может сохраняться постоянной при работе в широком диапазоне напряжений и температур окружающей среды. Тепловая мощность при этом зависит от эффективности теплосъема. Чем эффективнее отводится тепло, тем выше тепловая мощность позисторного нагревателя, потребляемый ток, соответственно, тоже выше.